# Синдром Корсакова
Синдро́м Ко́рсакова — різновид амнестичного синдрому, названий на честь російського психіатра Сергія Корсакова, що його описав.
Основою його є неможливість запам'ятовувати поточні події (фіксаційна амнезія) при більш-менш збереженій пам'яті про минуле. У зв'язку з цим виникає порушення орієнтування (так звана, амнестична дезорієнтація). У першу чергу це стосується часу. Крім того, є дезорієнтація на місцевості та у навколишній дійсності. І ще один характерний симптом цього синдрому — парамнезія, головним чином у вигляді конфабуляцій або псевдоремінісценції, але спостерігають і криптомнезії.